# Exorista distans
Exorista distans är en tvåvingeart som beskrevs av Macquart 1850. Exorista distans ingår i släktet Exorista och familjen parasitflugor.
Artens utbredningsområde är Frankrike. Inga underarter finns listade i Catalogue of Life.